# John Anderson (zoòleg)
John Anderson (4 d'octubre de 1833 - 15 d'agost de 1900) va ser un científic anatomista i zoòleg nascut a Escòcia que va treballar a l'Índia.

## Biografia
Va néixer a Edimburg, segon fill de Thomas Anderson i de Jane Cleghorn.
John es va interessar en la història natural des de molt jove igual que el seu germà, qui va treballar al Reial Jardí Botànic a Calcuta, Índia des de 1861 a 1863.
Va anar a l'escola George Square Academy i a l'Institut Hill Street abans de començar a treballar al Banc d'Escòcia.
Va abandonar el treball per estudiar medicina i es va graduar a la Universitat d'Edimburg el 1861. Va estudiar anatomia amb John Goodsir i es va convertir en Doctor en Medicina el 1862 amb la medalla d'or per la seva tesi en zoologia.
Va estar associat a la fundació Royal Physical Society d'Edimburg que va sorgir de la Societat Wernerian la qual va presidir. Va ser elegit com a conseller del Free Church College a Edimburg i va treballar allà durant dos anys. Durant aquest període, va estudiar organismes marins a la costa d'Escòcia i va publicar notes en revistes científiques i en els Anals d'Història Natural.

## Índia

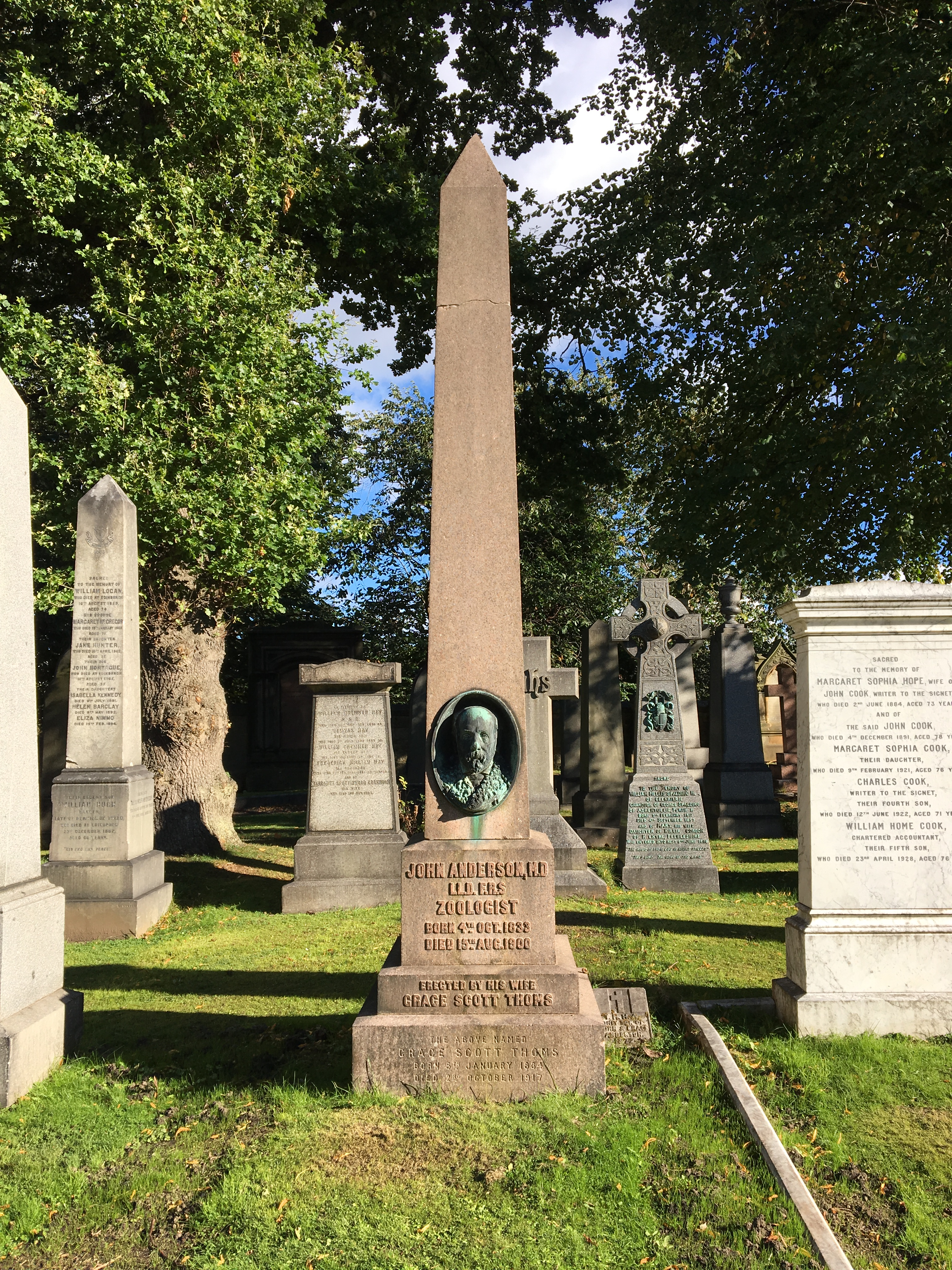
Tomba d'Anderson a Edimburg

Anderson es va mudar a l'Índia el 1864 i va començar a treballar com a director del Museu de l'Índia (Indian Museum) a Calcuta, Índia, el 1865.
Va catalogar la col·lecció de mamífers i la col·lecció arqueològica. Va treballar fins a 1887, quan va ser succeït per James Wood-Mason i va ser ascendit a superintendent del museu.
Va realitzar diverses expedicions cap a la Xina i a Myanmar en aquel temps país anomenat Burma. El 1867, va acompanyar al Coronel Edward Bosc Sladen com a naturalista en una expedició al nord Burma i Yunnan
Aquesta expedició va permetre a Anderson capturar el dofí d'Irauadi (Orcaella brevirostris) i comparar-lo amb Orcaella fluminalis i amb el dofí del Ganges (Plantanista gangètica).
El 1875-6 Anderson va viatjar a la mateixa àrea sota el comandament del Coronel Horace Browne, que no va prosperar. El 1881-2 va realitzar una tercera expedició per a la Museu de l'Índia a l'arxipèlag Mergui, a Birmània.
Anderson va realitzar estudis comparatius de l'anatomia de les espècies que col·leccionava. Va estudiar els rèptils, ocells i mamífers tals com Hylomys. Va escriure sobre l'etnologia dels selungs a l'arxipèlag Mergui. Moltes dels espècimens de plantes que recol·lectava eren per a Calcuta, Kew i el Museu Històric Natural de Londres a Anglaterra.
Va ser elegit membre de la Societat Reial (Royal Society) el 1879 i va rebre un títol d'honor legum doctor a Edimburg el 1885. Durant aquest temps va ocupar el càrrec de superintendent del Museu de Calcutatambé feia de professor d'Anatomia Comparativa a l'Escola de Medicina de Calcuta.
Junt amb la seva dona Gracei van viatjar al Japó el 1884, formant una extensa col·lecció d'artefactes Ainu, que va ser donada al Museu Britànic i al Museu Nacional d'Escòcia.

## Retorn a Gran Bretanya

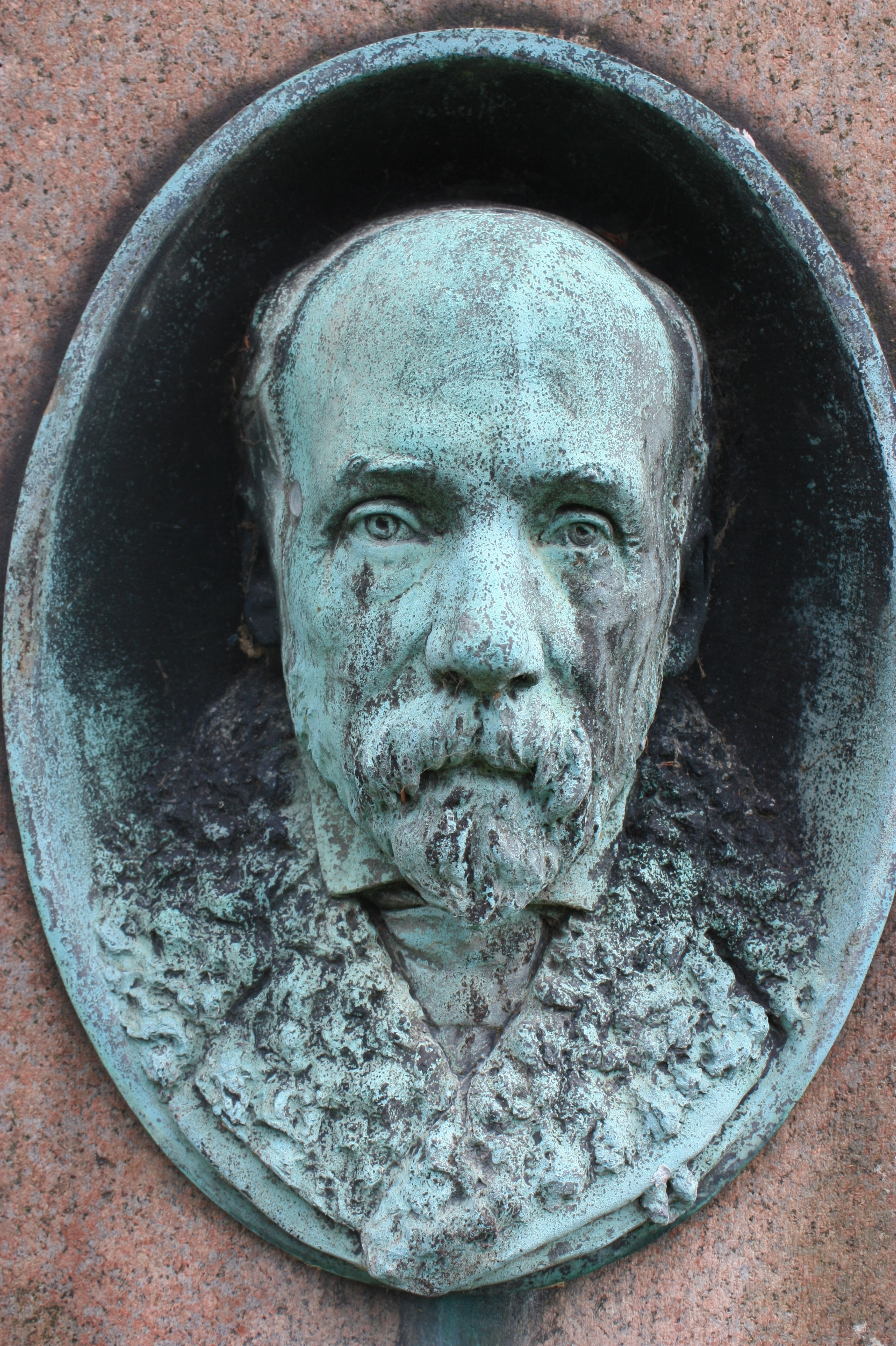
Bust de John Anderson a la seva tomba

El 1886 es va retirar del servei, pocs anys després de casar-se. Va aglutinar grans col·leccions zoològiques a Egipte assentant la base del seu Zoology of Egypt. Va morir a Buxton, Anglaterra i li va sobreviure la seva dona Grace Scott Thoms. Estan enterrats junts a la zona sud del cementiri Dean a Edimburg. El cap del retrat va ser esculpit per David Watson Stevenson.

## Llegat
Les espècies que porten el nom d'Anderson inclouen:
- Sacculina andersoni Giard, 1887, un percebe paràsit.
- Japalura andersoniana Annandale, 1905, una sargantana[5]
- Opisthotropis andersonii (Boulenger, 1888), una serp
- Trimeresurus andersonii Theobald, 1868, una serp verinosa

## Abreviatura (zoologia)
L'abreviatura Anderson s'empra per indicar John Anderson com a autoritat en la descripció en zoologia.